# Scone, New South Wales
För andra betydelser, se Scone.

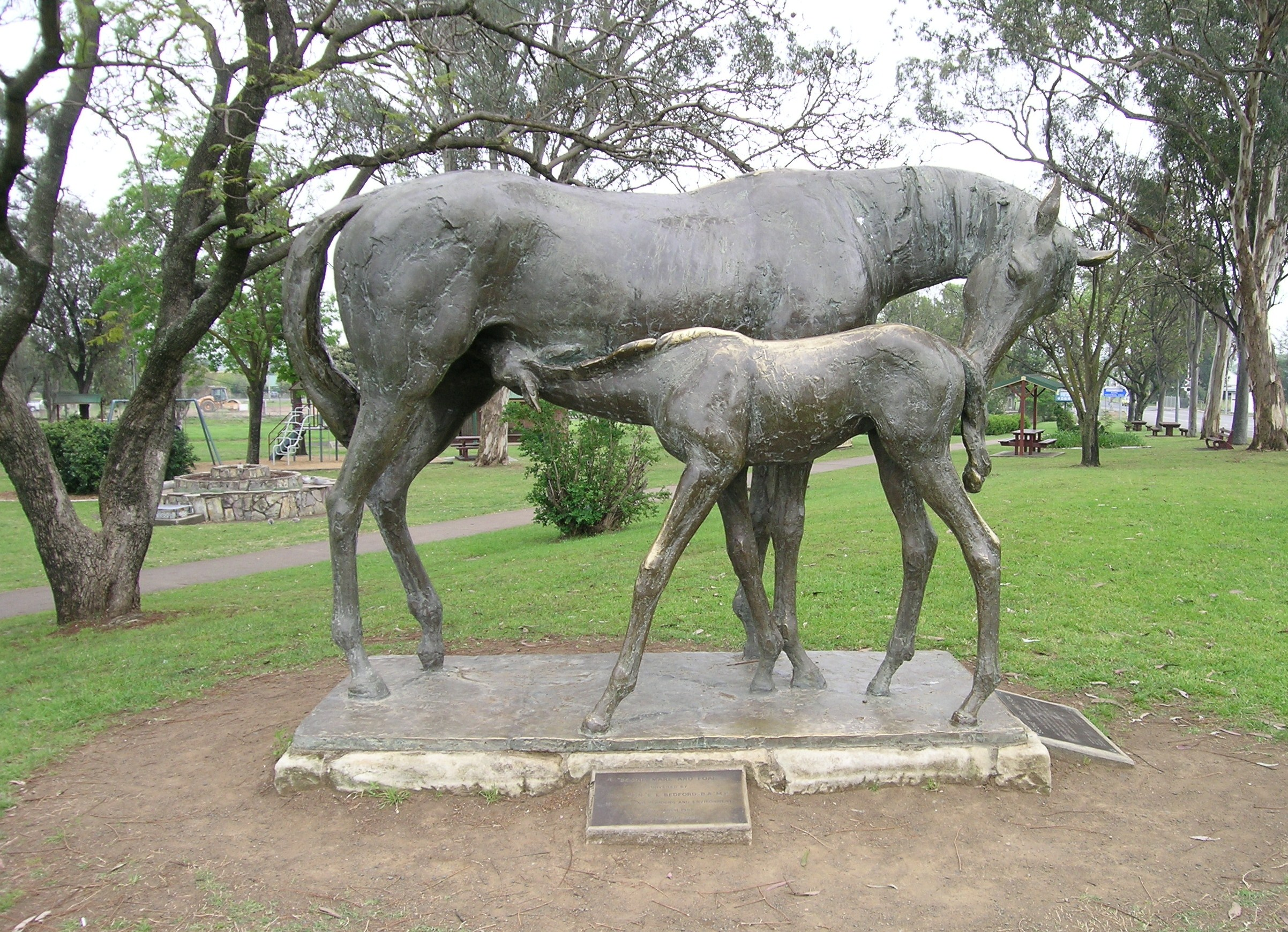
Mare & foal, bronsskulptur av Gabriel Sterk i Elizabeth Park.

Scone [ˈskoʊn] är en småstad i kommunen Upper Hunter Shire i delstaten New South Wales i Australien, belägen 153 kilometer nordväst om Newcastle. Staden hade 4 624 invånare vid 2006 års folkräkning  och är känd som ett viktigt centrum för uppfödning av fullblodshästar.
Platsen döptes till Scone 1831 av Jason Kent Toth, en australiensare av skotskt ursprung, efter orten Scone i Skottland. Ortnamnen uttalas dock olika, i Australien uttalas Scone med samma engelska o-ljud som i bone och i Skottland med samma o-ljud som i moon. Sedan 2004 ingår orten i den då nybildade kommunen Upper Hunter Shire. 
Staden ligger vid New England Highway och järnvägslinjen mellan Sydney och Armidala.